# بيل هاغان
بيل هاغان (بالإنجليزية: Bill Hagan)‏ هو لاعب هوكي الجليد كندي، ولد في 17 يونيو 1931 في باري في كندا.